# Atlas de texture
 (avril 2020).
Si vous disposez d'ouvrages ou d'articles de référence ou si vous connaissez des sites web de qualité traitant du thème abordé ici, merci de compléter l'article en donnant les références utiles à sa vérifiabilité et en les liant à la section « Notes et références ».

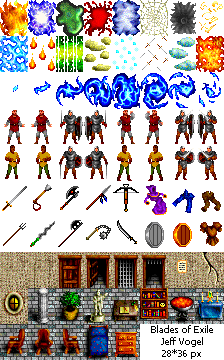
Atlas de texture d'un jeu en pixel art comportant de haut en bas, effets, personnages, objets et décors.

Un atlas de texture (anglais : texture atlas) est en infographie, une image matricielle, comportant différentes plus petites images, utilisée dans le domaine du jeu vidéo (2D ou 3D) et de l'imagerie 3D. Dans le jeu vidéo 2D, elle est utilisée pour construire un décor ou représenter les différentes phase de l'animation d'éléments. Dans le domaine de l'imagerie tridimensionnelle (et donc également le jeu vidéo 3D) elle est utilisée pour les textures des objets.

## Jeu vidéo 2D
Lorsqu'il s'agit d'élément de décor de jeu vidéo en bitmap, on parle de tuile (de l'anglais : tile, plus fréquemment utilisé). Une carte de tuile, servant à définir par exemple, un décor, est fait d'une table, faisant référence aux tuiles de l'atlas de texture. Une tuile peut ainsi être réutilisée plusieurs fois en consommant moins de mémoire sur le support de stockage et en mémoire vive.
Dans le cas des sprites (objet animé, superposés par dessus le décor), l'atlas comporte les différentes étapes, et l'application va aller chercher l'image correspondante, en fonction du contexte (action, interaction), et de la chronologie de l'animation.
Des parties du décor peuvent également être animées, utilisant alors les deux techniques simultanées.
Des outils spécifiques, à l'image de Tiled sont utilisés pour générer le terrain de jeu en fonction de ce type d'atlas.

## Infographie tridimensionnelle

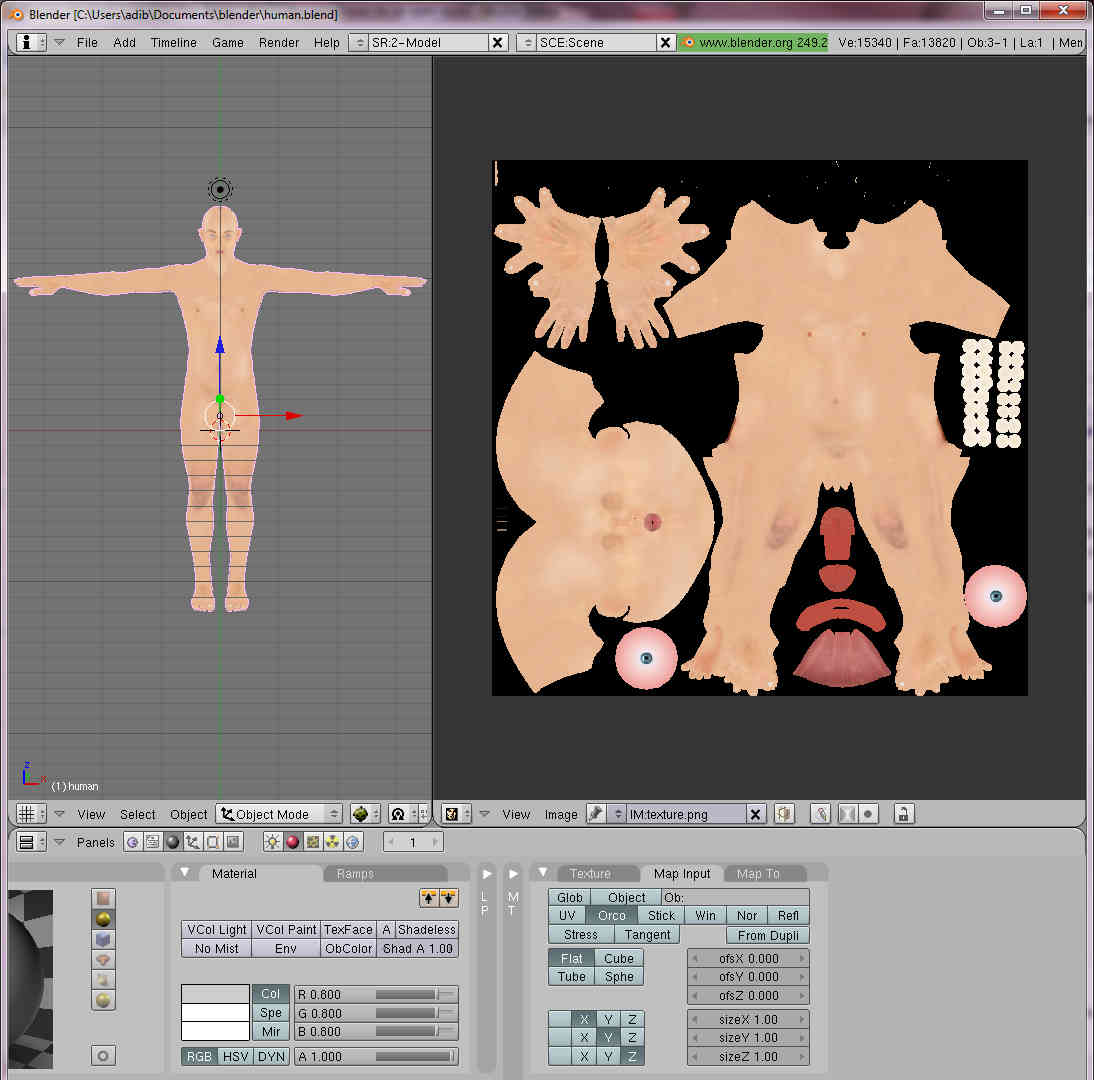
à gauche, objet en 3D, à droite atlas de texture de cet objet

En imagerie 3D, on fait une projection, entre les triangles utilisés pour le traçage à l'écran et les coordonnées au sein de l'atlas de texture. On parle de cartographie UV.
Ces atlas de texture sont souvent compressés au format JPEG permettant un gain important d'espace de stockage.
On parle également d'atlas de fragment de texture dans le domaine des shaders.